# Le Hamel, Oise

Le Hamel este o comună în departamentul Oise, Franța. În 1 ianuarie 2022 avea o populație de 185 de locuitori.